# Bataille d'Orthez (1814)
Pour les articles homonymes, voir Bataille d'Orthez.
 (janvier 2025).
Guerre d'indépendance espagnole
Batailles
- San Millan-Osma (06/1813)
- Vitoria (06/1813)
- Tolosa (06/1813)
- Saint-Sébastien (1er) (07/1813)
- Pyrénées (07/1813)
- Maya (07/1813)
- Roncevaux (07/1813)
- Sorauren (07/1813)
- Beunza (07/1813)
- Saint-Sébastien (2e) (08/1813)
- San Marcial (08/1813)
- Bidassoa (10/1813)
- Pampelune (10/1813)
- Nivelle (11/1813)
- Nive (12/1813)

- Garris (02/1814)
- Orthez (02/1814)
- Bayonne (02/1814)
- Toulouse (04/1814)

La bataille d’Orthez est une des dernières batailles de la guerre d'indépendance espagnole. Elle a lieu le 27 février 1814, sur le sol français, entre l'armée française menée par le maréchal Jean-de-Dieu Soult et les forces anglaises et portugaises dirigées par le duc de Wellington. L'affrontement se solde par une victoire des Alliés.

## Manœuvres préliminaires
Après la défaite des Français à la bataille des Pyrénées, le maréchal Jean-de-Dieu Soult se replie et détruit tous les ponts du gave d'Oloron. Il concentre ses troupes à Bayonne, qui est le théâtre d'une bataille, mais surtout près d'Orthez. De leur côté, les Coalisés réussissent à franchir le gave de Pau et se rapprochent d'Orthez. D'autres troupes coalisées arrivent au sud d'Orthez et disputent la ville.

## Déroulement de la bataille
Les Coalisés commencent à attaquer l'aile droite française mais sont repoussés à cinq reprises. Ils concentrent alors leur effort sur le centre français mais celui-ci résiste aussi. Une nouvelle attaque de l'aile gauche déloge les Français de leurs positions tandis que dans un même temps, les Coalisés attaquent au centre. Un incident survient alors : le général Foy, qui commande le centre, est blessé et transporté pour être soigné vers l'arrière. Cet événement cause un certain traumatisme sur le moral des troupes françaises. Le maréchal Soult réussit néanmoins à présenter un nouveau front au centre pour permettre la retraite des autres troupes. Carte.
Les troupes coalisées positionnées au sud d'Orthez réussissent à franchir le gave de Pau. Soult, voyant la situation compromise, décide d'effectuer une retraite générale vers Sault-de-Navailles.

## Jeux de simulations historiques
- Scénario La bataille d'Orthez, sur le jeu Morne Plaine

## Sources
- (en) Cet article est partiellement ou en totalité issu de l’article de Wikipédia en anglais intitulé « Battle of Orthez » (voir la liste des auteurs).
- Louis Batcave, La Bataille d'Orthez (27 février 1814), Pau, Princi Negue, 2001.
- Pierre Migliorini et Jean Quatre Vieux, Les Batailles de Napoléon dans le Sud-Ouest, Biarritz, Atlantica, 2013 (ISBN 2843945313).
- Jean-Yves Sébastian, La bataille d'Orthez, 27 février 1814. Le verrou des gaves. Itinéraire historique, Pau, Périégète, 2013.